# Stroboskoplys
Et stroboskoplys eller stroboskoplampe er et apparat, der bruges til at producere regelmæssige lysglimt. Det er en af en række apparater, der kan bruges som et stroboskop. Ordet stammer fra det græske ord “strobos”, som betyder “hvirvel” og skopein “se, undersøge”.
Stroboskoplys anvendes som lyseffekt i teaterforestillinger og diskoteker.
Stroboskop lys kan også bruges til at lave lynglimt til animerede videospil, film eller ikke-animerede film, men de fylder som regel hele skærmen.